# NGC 2380
NGC 2380 (NGC 2382) é uma galáxia lenticular (SB0) localizada na direcção da constelação de Canis Major. Possui uma declinação de -27° 31' 43" e uma ascensão recta de 7 horas, 23 minutos e 54,5 segundos.
A galáxia NGC 2380 foi descoberta em 1 de Fevereiro de 1837 por John Herschel.